# Callyna jugaria
Callyna jugaria är en fjärilsart som beskrevs av Walker 1858. Callyna jugaria ingår i släktet Callyna och familjen nattflyn. Inga underarter finns listade i Catalogue of Life.